# Gilberto Serrano
Gilberto Serrano est un boxeur vénézuélien né le 19 mars 1970 à Caracas.

## Carrière
Passé professionnel en 1993, il devient champion du Venezuela des poids légers en 1996 puis champion du monde WBA de la catégorie le 13 novembre 1999 en battant Stefano Zoff par arrêt de l'arbitre à la 10e reprise. Serrano conserve sa ceinture face à Hiroyuki Sakamoto mais perd au 8e round contre Takanori Hatakeyama le 11 juin 2000.